# Féculas-Navarra
Féculas-Navarra (hiszp. Estación de Féculas-Navarra) – stacja kolejowa w Lodosa, we wspólnocie autonomicznej La Rioja, w Hiszpanii.
Oferuje usługi średniego dystansu obsługiwane przez Renfe.

## Położenie stacji
Znajduje się na linii kolejowej Castejón – Bilbao w km 44,7, na wysokości 326 m n.p.m.

## Stacja
Stacja została otwarta w dniu 30 sierpnia 1863 wraz z otwarciem odcinka Castejón-Orduña linii kolejowej przeznaczonej do połączenia Castejón z Bilbao. Prace były prowadzone przez Compañía del Ferrocarril de Tudela a Bilbao utworzonej w 1857. W 1865 firma ogłosiła upadłość, ponieważ nie mogła przezwyciężyć trudności gospodarcze wynikające z inwestycji w budowę linii i interwencji Banku Bilbao. w 1878 roku została wchłonięta przez Norte, która byała właścicielem stacji aż do nacjonalizacji kolei w Hiszpanii w 1941 roku i utworzenie RENFE.
Od 31 grudnia 2004 linię obsługuje Renfe, podczas gdy budynkiem dworca Adif.

## Linie kolejowe
- Castejón – Bilbao

## Połączenia
Stacja obsługuje ruch do takich miejscowości jak Saragossa i Logroño.
| Linia MD | Pociągi         | Z/Do     |  | Do/Z    |
| -------- | --------------- | -------- |  | ------- |
| 22       | Regional Exprés | Zaragoza |  | Logroño |